# Oublier Foucault
Oublier Foucault är en bok från år 1977 av den franske sociologen och filosofen Jean Baudrillard. Boken utgör ett generalangrepp på idéhistorikern och filosofen Michel Foucault, vilken Baudrillard anser vara "föråldrad". Baudrillard uppmanar läsaren att helt enkelt "glömma Foucault". Baudrillards utfall mot Foucault föranleddes i huvudsak av den senares Sexualitetens historia: Viljan att veta, utgiven år 1976. Baudrillard hävdar bland annat att Foucaults metodologi inte leder till "sanningens diskurs" utan är en "mytisk diskurs".